# Marie pour mémoire
Marie pour mémoire je francouzské filmové drama, které natočil režisér Philippe Garrel podle vlastního scénáře. Jde o jeho první celovečerní snímek. Premiéru měl v roce 1967, přičemž následujícího roku se dočkal uvedení na Filmovém festivalu v Cannes. Hlavní roli Marie ve filmu ztvárnila Zouzou a v dalších rolích hráli například Fiammetta Ortega a Jacques Robiolles. Svou roli ve filmu měl také režisérův otec Maurice Garrel a také jeho bratr Thierry.